# Sporisorium serratum
Sporisorium serratum är en svampart som först beskrevs av L. Ling, och fick sitt nu gällande namn av Vánky 1997. Sporisorium serratum ingår i släktet Sporisorium och familjen Ustilaginaceae.   Inga underarter finns listade i Catalogue of Life.